# Heartbreak Ridge
Heartbreak Ridge ist ein US-amerikanischer Spielfilm aus dem Jahr 1986. Der Regisseur ist Clint Eastwood, das Drehbuch schrieben James Carabatsos und Joseph Stinson. Die Hauptrollen spielen Clint Eastwood und Marsha Mason.

## Handlung
Thomas Highway, ein Gunnery Sergeant der US Marines und Veteran des Koreakrieges und insbesondere der blutigen Schlacht von Heartbreak Ridge, soll kurz vor seiner Pensionierung neue Rekruten für den Aufklärungszug ausbilden. Erschwert wird dies durch die Tatsache, dass die Soldaten ihre Rolle im Corps nicht besonders ernst nehmen, da man sie bereits als einen undisziplinierten Haufen und wandelnde Zielscheiben zum Training der anderen Einheiten abgeschrieben hat.
Um die Truppe auf Vordermann zu bringen, verwendet Highway unkonventionelle und zum Teil vorschriftswidrige Methoden, wie das Schießen mit scharfer Munition aus einer AK-47, um die Soldaten an den charakteristischen Klang dieser Waffe zu gewöhnen. Dabei gerät er immer wieder in Konflikte mit Major Powers, der keine Kampferfahrung hat, sich aber dem in seinen Augen abgewrackten alten Veteran mit den Vorschriften der „modernen“ Kriegsführung als haushoch überlegen ansieht, und dem ihm treu ergebenen Staff Sergeant Webster vom Ersten Zug, dessen Mitglieder sich als Eliteeinheit betrachten. Auch die jungen Rekruten versuchen zuerst mit allen Mitteln, Highway aus ihrem Leben herauszuekeln, doch dieser lässt sich nicht kleinkriegen. Erst als sie nach und nach unter seiner Führung diverse Manöversiege über den Ersten Zug erringen, gewinnt er langsam ihre Achtung und Loyalität.
Ab und zu trifft sich Highway mit seiner Ex-Ehefrau Aggie, die er zurückgewinnen will. Doch während des Vietnamkriegs hat die Angst um sein Wohlbefinden Aggie von Highway weggetrieben. Es fällt beiden schwer, wieder gemeinsamen Boden für eine Wiederaufnahme ihrer Beziehung zu finden: Highway mit seiner abgehärteten Art und Aggie mit der Verzweiflung, mit der sie während des Krieges hatte leben müssen.
Eines Tages dann kommt es zum ersten Kampfeinsatz für die jungen Marines, als auf Grenada eine Revolution stattfindet und sich die USA für eine Intervention entscheiden. Der Aufklärungszug Highways wird im Rahmen der Operation Urgent Fury zum Kampfeinsatz dorthin verlegt, um US-Bürger zu evakuieren. Mit Improvisation und Eigeninitiative brechen die Soldaten den Widerstand der gegnerischen kubanischen Soldaten, und entgegen Major Powers’ Befehlen wird von Highways Männern eine befestigte Höhe erobert. Powers will daraufhin Highways Befehlsverweigerung bestrafen, wird jedoch von Colonel Meyers daran gehindert, der das Improvisationstalent von Highway lobt und Powers vorschlägt, wieder in eine Logistikeinheit zurückzukehren.
Die Soldaten kehren im Flugzeug in die USA zurück und werden als Helden gefeiert. Aggie befindet sich in der Menge, die die Marines zuhause willkommen heißt, und sie und Highway wagen darauf im Stillen einen Neuanfang.

## Kritiken
Paul Attanasio schrieb in der Washington Post vom 5. Dezember 1986, die Zuschauer würden die Filme mit Clint Eastwood sehen wollen, weil er die „Manneskraft eines Amerikaners“ verkörpere. Der Film würde genau das bieten. Am wertvollsten sei das Gespür des Drehbuchautors für den Slang der US-Marines. Das Lexikon des internationalen Films urteilte: „Die nur stellenweise mit nachdenklichen Zwischentönen und ironischen Brechungen versehene Beschreibung eines konservativen ‚Dinosauriers‘ im modernen Amerika. Ansätze zu einer differenzierten Auseinandersetzung mit der Rolle des Militärs nach Vietnam und Korea werden durch distanzlos-rüden Jargon und das von militaristischer Ideologie bestimmte verlogene Ende zunichte gemacht.“

## Auszeichnungen
Der Film wurde für den Oscar in der Kategorie Bester Ton nominiert. Lennie Niehaus gewann den BMI Film Music Award. Mario van Peebles gewann als Bester Nebendarsteller den Image Award.

## Hintergrund
- Weil im Film ein wehrloser kubanischer Soldat erschossen wird, ein Kriegsverbrechen, forderte das US-Verteidigungsministerium, diese Szene herauszuschneiden.[4]
- Der Film war von 1988 bis 2013 indiziert, nach Ablauf der 25-Jahres-Frist sah die BPjM ihn jedoch nicht mehr als jugendgefährdend an.[5] Die FSK gab den Film nach einer Neuprüfung dann ungeschnitten ab 16 Jahren frei.[6]